# Drei Daseinsmerkmale
Als die drei Daseinsmerkmale (Pali: tilakkhaṇa) werden im Buddhismus – insbesondere im Theravāda – die Merkmale bezeichnet, die allen physischen und psychischen Phänomenen des Daseins innewohnen.
- anicca (Pali; Sanskrit anitya) – Alles ist vergänglich und nichts von ewigem Bestand. Alles ist dem Wandel unterworfen.
- dukkha (Pali/Sanskrit) – Alles ist dem Leiden unterworfen. Der Begriff dukkha kann auch als Unzulänglichkeit bzw. Unbefriedigendheit übersetzt werden.[1]
- anatta (Pali; Sanskrit anātman) – Alle Dinge und Phänomene existieren ohne einen unveränderlichen Wesenskern. Es gibt kein getrenntes, permanentes „Ich“ und keine ewiglich individuelle Seele. Alles entsteht abhängig von anderem.[1] Jeder Mensch wird etwa von seinen Eltern gezeugt und muss Nahrung zu sich nehmen, um existieren zu können.[1]

Im Mahāyāna steht – neben den universalen Gegebenheiten von Vergänglichkeit (anitya) und Nicht-Selbst (anātman) – nicht das durch das Wirken der drei Geistesgifte bedingte  Leid (Dukkha) (Erste und zweite Edle Wahrheit), sondern Nirwana, als universaler Grund des Seins.
Im Vajrayana sind beide Ansichten in der Lehre von den „Vier Dharma-Siegeln“ vereint: Unbeständigkeit, Leidhaftigkeit, Nicht-Selbst (Leerheit), Nirwana. Auch im Vajrayana gilt, dass ohne die vier grundlegenden Ansichten ein Lehrsystem nicht als buddhistisch bewertet werden kann.